# João Oneres Marchiori
Dom João Oneres Marchiori (Carazinho, 2 de maio de 1933 – Lages, 27 de junho de 2017) foi um bispo católico brasileiro.

## Presbiterato
Sua ordenação presbiterial ocorreu em 21 de fevereiro de 1960, em Roma, na Itália.

## Episcopado
Foi eleito bispo da diocese de Caçador em 25 de janeiro de 1977, ocorrendo a ordenação episcopal em 17 de abril de 1977, sendo consagrante principal Dom Carmine Rocco e co-consagrantes Dom Alfonso Niehues e Dom Honorato Piazera. Em 18 de abril de 1983, foi eleito bispo coadjutor da diocese de Lages, sucedendo a Dom Honorato Piazera em 18 de fevereiro de 1987.
Foi consagrante principal de Dom Orlando Brandes e co-consagrante de Dom Luiz Carlos Eccel.
Com a renúncia do quarto bispo diocesano Dom Luiz Carlos Eccel, o Papa Bento XVI o nomeou como Administrador Apostólico da diocese de Caçador. Sua posse ocorreu no dia 3 de dezembro de 2010 e ficou no cargo até 04 de Setembro de 2011 com a posse do Quinto bispo diocesano de Caçador, Dom Severino Clasen,OFM. 
Morreu em 27 de junho de 2017 após uma parada multirespiratória.